# Sewersk
Sewersk (russisch Се́верск) ist eine geschlossene Stadt (SATO) mit 108.590 Einwohnern (Stand 14. Oktober 2010) in der Oblast Tomsk in Russland. Sie liegt in Sibirien am rechten Ufer des Flusses Tom, 13 Kilometer nordwestlich der Oblasthauptstadt Tomsk.

## Geschichte

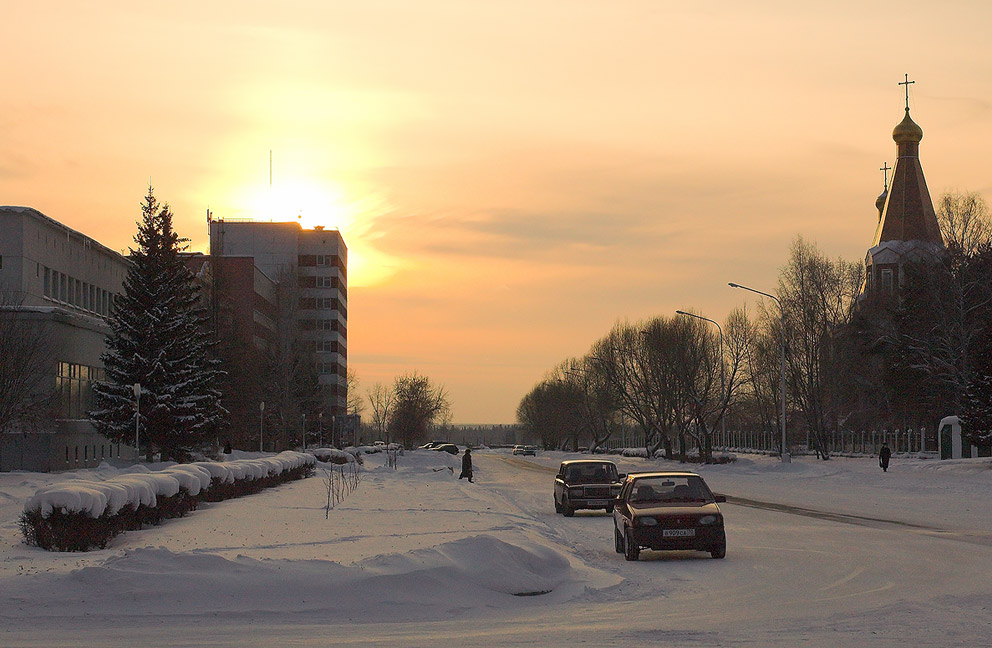
Die Kurtschatow-Straße in Sewersk

Die Gründung der Stadt erfolgte 1949 anlässlich des Baus der kerntechnischen Anlage Tomsk. In Sewersk wurde Plutoniumherstellung für die atomaren Anlagen und für Atomwaffen betrieben. Sewersk, das 1956 zur Stadt erhoben wurde, war zuerst nur unter der Bezeichnung Postfach Nr. 5 (russisch «Почто́вый я́щик № 5») bekannt, später unter dem Namen Berjoski (Берёзки, wörtlich „Birken“) oder Tomsk-7. Erst 1989 wurde die Existenz der bisher geheimen Stadt offiziell bekannt gegeben. Allerdings hat die Stadt bis heute den Status einer geschlossenen Stadt und kann von Ortsfremden nur mit einem Passierschein betreten werden.
Auf dem Territorium der Stadt Sewersk bestanden vor ihrer Gründung die Dörfer Iglakowo (gegründet 1656) und Beloborodowo (gegründet Anfang des 18. Jahrhunderts), deren Bewohner dann umgesiedelt wurden.

### Bevölkerungsentwicklung
| Jahr | Einwohner |
| ---- | --------- |
| 1989 | 103.000   |
| 2002 | 109.106   |
| 2010 | 108.580   |

Anmerkung: Volkszählungsdaten (1989 gerundet)

## Wirtschaft
Hauptarbeitgeber der Stadt ist heutzutage die Chemieindustrie mit dem „Sibirischen Chemiekombinat GP“ (SCGP) mit 15.000 bis 20.000 Beschäftigten. Das Sibirische Chemiekombinat ist eine Tochter des TWEL-Konzerns und untersteht somit der Föderalen Agentur für Atomenergie Russlands (Rosatom). Die kerntechnische Anlage ist Teil dieses Kombinates. Zu den Produkten des Chemiekombinats gehören angereichertes Uranhexafluorid sowie nicht-nukleare Produkte wie Natriumfluorid, Schwefelsäure, Seltenerdfluoride und stabile Isotope verschiedener Elemente.
Am 6. April 1993 kam es zu einem schwerwiegenden radioaktiven Unfall, bei dem ein Tank der SCGP mit einer hoch radioaktiven Lösung explodierte.

### Europäischer Atommüll
Im Oktober 2009 wurde durch die Filmdokumentation Albtraum Atommüll bekannt, dass Frankreich seit den 90er-Jahren einen Teil seines Atommülls aus den Anlagen der Électricité de France (EDF) in Sewersk lagert. Knapp 13 Prozent des französischen radioaktiven Abfalls liegen hier in Containern unter freiem Himmel. Kurz danach wurde öffentlich, dass von der Firma Urenco zwischen 1996 und 2008 27.300 Tonnen Uranhexafluorid aus Gronau (Westf.) auf dem Schienenweg angeliefert wurden und nun in gleicher Weise gelagert werden. Nur ein Bruchteil von bis zu 15 Prozent wurde als Brennstoff zurückgesandt.

## Kultur und Bildung
Sewersk besitzt unter anderem zwei Kinder- und Jugendtheater, ein Musiktheater, zwei Kinos, ein Museum, zwei Bibliotheken und einen Tierpark. Die Stadt ist außerdem Sitz einer Zweigstelle der Polytechnischen Universität Tomsk.

## Söhne und Töchter der Stadt
- Ljubow Jegorowa (* 1966), Skilangläuferin, sechsmalige Olympiasiegerin (1992/94)
- Anton Golozuzkow (* 1985), Turner
- Wera Nebolsina (* 1989), Jugendweltmeisterin im Schach (2007)
- Margarita Alijtschuk (* 1990), Turnerin und Olympiasiegerin